# Франческа да Римини (балеты)
Франческа да Римини — небольшие балеты на музыку одноимённой симфонической фантазии П. И. Чайковского, написанной по сюжету из Пятой песни «Ада» из «Божественной комедии» Данте.
Впервые балет на музыку П. И. Чайковского был поставлен М. М. Фокиным 28 ноября 1915 года для благотворительного концерта на сцене Мариинского театра, в один вечер с ним был показан балет «Эрос» на музыку Серенады для струнного оркестра П. И. Чайковского. Малозатратность постановки, возможность концертного исполнения и эротический сюжет обеспечили многочисленные постановки балета, с некоторыми вариациями сюжета. Советские балетмейстеры особенно часто обращались к этому балету с момента «хрущевской оттепели», когда возрос интерес к хореографической интерпретации музыкальных произведений и значительно снизились требования к «идейности» постановок.

## Сюжет
Основное содержание «Божественной комедии» — путешествие автора по кругам Ада, Чистилища и Рая, в котором его сопровождает тень наиболее известного латинского поэта Вергилия. При посещении ада излагаются истории о различных грешниках. Реальная история Франчески была популярна в эпоху Возрождения, а после изложения её Данте стала одним из вечных сюжетов литературы и искусства. История говорит о любви замужней дамы Франчески к Паоло, младшему брату мужа. Муж Франчески Джанчотто Малатеста или Джотто выследил любовников и убил обоих. В Аду их души, испытывая наказание за грех, находятся вместе.

## Мариинский театр
Одна из последних постановок М. М. Фокина в России была осуществлена 28 ноября 1915 года для благотворительного концерта на сцене Мариинского театра. Балет оформил М. П. Бобышов. В партии Франчески — Л. Н. Егорова, Паоло — П. Н. Владимиров. Роль Вергилия исполнил Солянников.

## «Балле рюс дю колонель де Базиль»
Балет в 2 картинах поставлен балетмейстером Давидом Лишиным 15 июля 1937 года в Лондоне на сцене театра «Ковент-Гарден». Сценарий написан Д. Лишиным и Г. Клиффордом, спектакль оформил художник О. Мессел. Партии исполняли Франческа — Л. П. Чернышова, Паоло — П. Петров, Малатеста — М. Платов.

## Театр Елисейских Полей
3 октября 1958 года балет поставлен в 2 эпизодах с прологом и эпилогом труппой «Балет Франции Жанин Шарра» в Париже на сцене «Театра Елисейских полей». Балетмейстер — Серж Лифарь; партии исполняли Франческа — Э. Трелин, Паоло — Х. Джулиано.

## Ленинградский Малый оперный театр
Балетмейстер К. Ф. Боярский осуществил постановку 26 марта 1959 года по своей сценической композиции в 3 частях. Сценография Татьяны Бруни, дирижёр С. А. Прохоров. Партии исполняли Франческа — М. П. Мазун, В. М. Станкевич, Паоло — А. С. Хамзин, В. С. Зимин, Джанчотто — Л. П. Вариченко, В. Н. Ермолаев.

## Московский музыкальный театр имени К. С. Станиславского и Вл. И. Немировича-Данченко
Не путать с балетом Асафьева в постановке Николая Холфина (1947)
Балетмейстер А. В. Чичинадзе, авторы сценария А. В. Чичинадзе и В. С. Фидлер, художник А. Ф. Лушин. Премьера состоялась 5 октября 1960 года. Партии исполняли: Франческа — Элеонора Власова, Паоло — Михаил Салоп, Джотто — В. В. Чигирёв; дирижёр В. А. Эдельман.

## Балет Сан-Франциско иБольшой театр
Балет Юрия Посохова на музыку П.И. Чайковского поставлен в Сан-Франциско в 2012 году. Позднее был перенесён на сцену Большого театра (первая исполнительница заглавной роли – Светлана Захарова). В рамках проекта современной хореографии Postscript роли Франчески и Паоло исполняли Елизавета Кокорева/Анастасия Сташкевич и Алексей Путинцев Клим Ефимов.

## Другие постановки
- Львовский театр оперы и балета, Львов, 1956, балетмейстер Л. Таланкина,
- Донецкий театр оперы и балета, Донецк, 1960, балетмейстер Л. Таланкина; 1971, балетмейстер Т. Дусметов,
- Большой Театр им. Алишера Навои, Ташкент, 1959, балетмейстер Л. В. Воскресенская; 1965, балетмейстер А. Муминов),
- Таджикский Театр оперы и балета им. С. Айни, Душанбе, 1959, балетмейстер Л. В. Воскресенская,
- Молдавский театр оперы и балета, Кишинёв, 1960, балетмейстер С. В. Дречин,
- Государственный академический театр оперы и балета Латвийской ССР, Рига, 1961, балетмейстер П. Каначи,
- Башкирский театр оперы и балета, Уфа, 1961, балетмейстер С. В. Дречин,
- Казахский государственный академический театр оперы и балета имени Абая, Алма-Ата, 1962, балетмейстер З. М. Райбаев,
- Украинский театр оперы и балета имени Т. Г. Шевченко, Киев, 1961, балетмейстер В. И. Вронский,
- Саратовский театр оперы и балета, Саратов, 1962, балетмейстер Чигирёв,
- Харьковский государственный академический театр оперы и балета имени Лысенко, Харьков,1962, балетмейстер Н. Н. Корягин,
- Киргизский театр оперы и балета, Фрунзе, 1963, балетмейстер З. М. Райбаев,
- Горьковский театр оперы и балета имени А. С. Пушкина, Горький, 1962, балетмейстер Л. А. Серебровская,
- Воронежский театр оперы и балета, Воронеж, 1965, балетмейстер К. А. Муллер,
- Свердловский театр оперы и балета, Свердловск, 1965, балетмейстер А. В. Чичинадзе),
- Тбилисский театр оперы и балета, Тбилиси, 1966, балетмейстер А. В. Чичинадзе,
- Куйбышевский театр оперы и балета, Куйбышев, 1966, балетмейстер Н. В. Данилова,
- Армянский академический театр оперы и балета имени А. А. Спендиарова, Ереван, 1968, балетмейстер Ю. Т. Жданов,
- Казанский театр оперы и балета, Казань, 1970, балетмейстеры Н. Д. Юлтыева и В. Шумейкин,
- Самаркандский театр оперы и балета, Самарканд, 1969, балетмейстеры И. Юсупов и А. Муминов,
- Пермский академический театр оперы и балета имени Петра Ильича Чайковского, Пермь, 1971, балетмейстер Н. С. Маркарьянц.